# ホスホジエステル結合

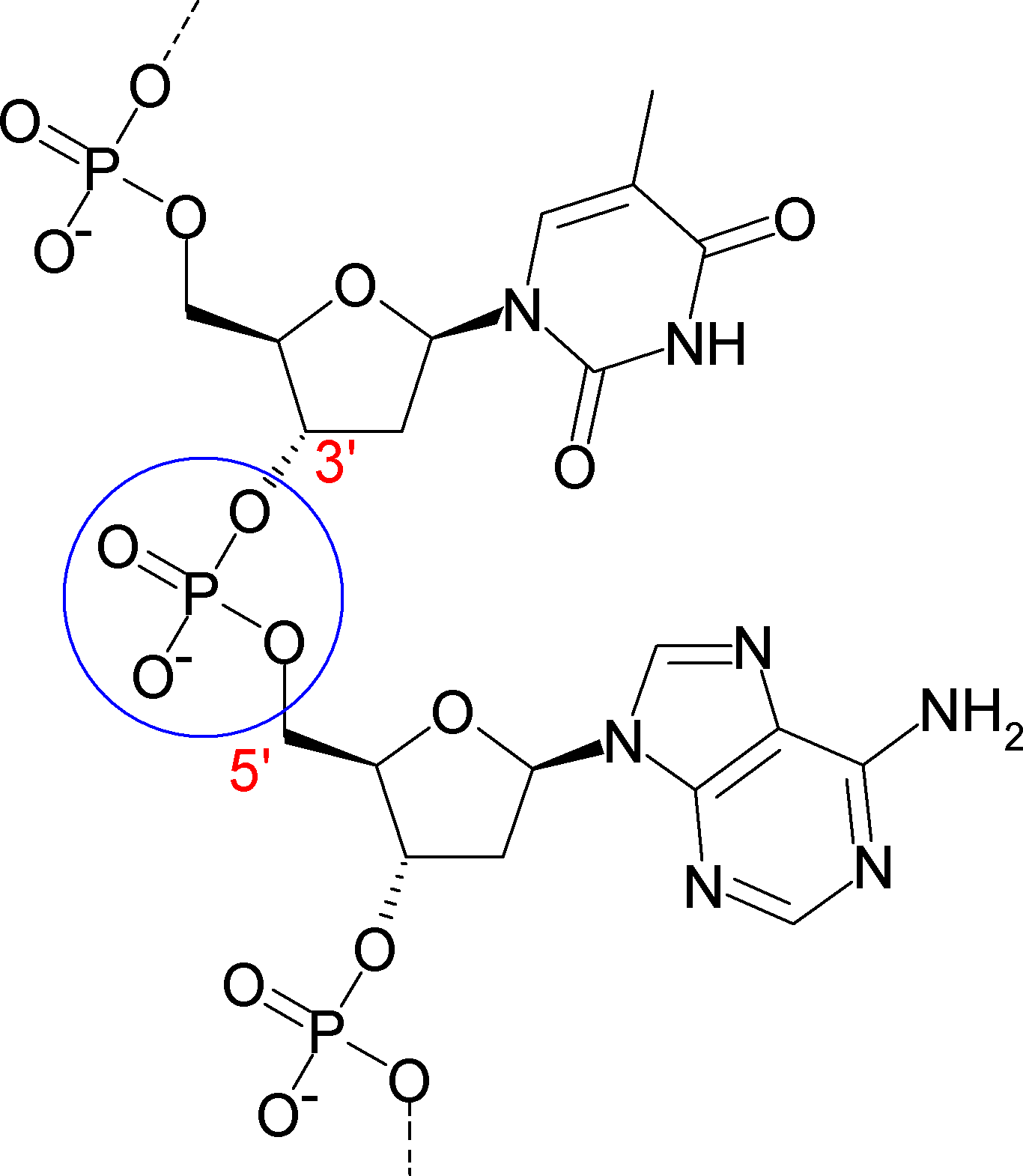
DNA内のホスホジエステル結合

ホスホジエステル結合（ホスホジエステルけつごう、Phosphodiester bond）とは、炭素原子の間がリン酸を介した2つのエステル結合によって強く共有結合している結合様式のこと。地球上のすべての生命に存在し、DNAやRNAの骨格を形成している。この場合、（デオキシ）リボースの5'位の炭素原子と、他の（デオキシ）リボースの3'位の炭素原子の間を結合している。
リン酸基のpKa値は0に近いため、生体内の中性条件では負電荷をもつ。そのため二本鎖DNAでは相対するリン酸同士が反発力を示し、それがタンパク質（ヒストン）、金属イオン、そしてポリアミンによって中和されている。
ホスホジエステル結合を形成して新たなヌクレオチドを結合する際には、ヌクレオチドの三リン酸型もしくは二リン酸型が解裂することで、酵素反応を進行させるために必要なエネルギーが発生し、そのリン酸基がホスホジエステル結合を形成する。
RNAの五炭糖同士を結合しているホスホジエステル結合はアルカリ加水分解によって分解されやすい。このとき2'位の水酸基が求核剤として機能して2',3'-環状一リン酸を形成し、次いで2'-一リン酸または3'-一リン酸に分解される。DNAは2'位の水酸基がないため、同様のアルカリ条件では安定である。
ホスホジエステラーゼはホスホジエステル結合の加水分解を触媒する酵素である。DNAの酸化損傷を修復する際には3'-ホスホジエステラーゼが重要である。またサイクリックAMPやサイクリックGMPを、AMPやGMPにする。
DNA複製の際、DNAポリメラーゼが合成したDNA鎖同士は、DNAリガーゼがホスホジエステル結合を形成することでつながれる。